# Narathura pendleburyi
Narathura pendleburyi är en fjärilsart som beskrevs av Corbet 1941. Narathura pendleburyi ingår i släktet Narathura och familjen juvelvingar. Inga underarter finns listade i Catalogue of Life.